# Attentat de la mosquée de Butmaïna
L'attentat de la mosquée de Butmaïna est un attentat-suicide des talibans pakistanais perpétré le 16 septembre 2016 dans la mosquée de Butmaïna, un petit village de l'agence de Mohmand, dans les régions tribales du Pakistan. L'attaque fait 30 morts et environ autant de blessés.

## Contexte
L'armée pakistanaise a lancé en avril 2011 l'opération Brekhna (opération « Tonnerre » en ourdou) pour éradiquer les groupes djihadistes qui opèrent dans l'agence de Mohmand. En juin 2014 est lancée de manière similaire l'opération Zarb-e-Azb dans le Waziristan du Nord. Le Pakistan est victime depuis 2004 d'un violent conflit armé dans ses régions tribales, utilisées comme bases arrière par les talibans et de nombreux autres groupes islamistes qui participent à la guerre d'Afghanistan.
À la suite du massacre de l'école militaire de Peshawar en décembre 2014, au cours duquel plus de 130 enfants sont tués, le gouvernement pakistanais intensifie son action, ce qui avait conduit à une amélioration de la sécurité dans cette partie du pays.

## Déroulement
Le 16 septembre 2016, pendant la prière du vendredi, un homme équipé d'une ceinture explosive s'introduit dans la mosquée du petit village de Butmaïna. Il la déclenche dans la pièce principale, alors que les fidèles sont en pleine prière, causant d'importants dégâts,.
Un témoin cité le jour même par l'AFP parle d'une « énorme explosion », d'une mosquée jonchée « de sang et de morceaux de chair » et de blessés qui hurlent de douleur. Faute de moyens de secours rapides, il prend lui-même 3 blessés dans son pick-up et les emmène à l'hôpital de Khar (agence de Bajaur), le plus proche.

## Bilan
L'explosion fait 28 victimes et plus d'une trentaine de blessés, dont deux décèdent le lendemain, portant le bilan final à 30 morts. Quatre enfants de 10 ans ou moins figurent parmi les victimes.
Le Premier ministre Nawaz Sharif rappelle sa détermination à combattre l'insurrection islamiste.

## Revendication
L'attaque est revendiquée par une faction des talibans pakistanais, le Jamaat-ul-Ahrar. Son porte-parole annonce qu'ainsi le groupe venge la mort de 13 talibans en 2009, tués par des milices d'auto-défense locales.